# Округ Блант (Тенеси)
Округ Блант (енгл. Blount County) је округ у америчкој савезној држави Тенеси.

## Демографија
По попису из 2010. године број становника је 123.010, што је 17.187 (16,2%) становника више него 2000. године.
| Група             | 2000.          | 2010.           |
| Белци             | 99.596 (94,1%) | 113.240 (92,1%) |
| Афроамериканци    | 3.077 (2,9%)   | 3.380 (2,7%)    |
| Азијати           | 759 (0,7%)     | 875 (0,7%)      |
| Хиспаноамериканци | 1.120 (1,1%)   | 3.441 (2,8%)    |
| Укупно            | 105.823        | 123.010         |